# Leonard Stokes
 (août 2022).
Leonard Aloysius Scott Stokes est un architecte anglais, né à Southport, dans le Lancashire, en 1858, et mort à Chelsea (Londres) le 25 décembre 1925.

## Biographie
La famille Stokes a déménagé à Londres quand Leonard Stokes est devenu stagiaire dans les bureaux de l'architecte réalisant des églises catholiques Samuel Joseph Nicholl (1826-1905) en 1874, pendant trois ans. Il a ensuite travaillé en 1877 dans les bureaux de l'architecte londonien James Gandy, puis a été durant un an contrôleur des travaux (clerk of works) à la cathédrale Christ Church de Dublin, ensuite assistant dans les bureaux de George Edmund Street. Il a suivi les cours des Royal Academy Schools en 1878 et a fait de brefs passages dans les bureaux des architectes James Piers St Aubyn, Thomas Edward Collcutt et Bodley & Garner (George Frederick Bodley et Thomas Garner). En janvier 1880, il ouvre ses propres bureaux à ⁣⁣Kensington⁣⁣.
Ayant gagné le Pugin Studentship, il a pu voyager en Allemagne, en 1881, et en Italie avec Walter Millard, en 1882. En 1881, il a été reçu associé au ⁣⁣Royal Institute of British Architects⁣⁣.
À partir de 1883, la plupart de ses ouvrages ont été des bâtiments catholiques comprenant des églises, des couvents et des écoles. Son premier travail était l'église du Sacré-Cœur d'Exeter. Il a également conçu l'église de St Clare de Liverpool, achevée en 1890.
À la suite de son mariage avec la fille du directeur général de la National Telephone Company (en), il réalisa une vingtaine de centrales téléphoniques. Il conçu aussi des maisons de campagnes.
Leonard Stokes a été président de l'Architectural Association de 1889 à 1892 et reçu membre de la RIBA en 1890. En 1900, il a reçu une médaille d'argent de l'⁣⁣Exposition universelle de Paris⁣⁣. Il a été président du Royal Institute of British Architects (RIBA), de 1910 à 1912. En 1919, il a reçu la Médaille d'or du RIBA.
Il a fourni, en 1914, les plans de la cathédrale de l'Immaculée Conception de Georgetown (Guyana) détruite par un incendie en 1913 et réalisée en béton armé.
En 1915, il a eu une grave attaque de paralysie. Son bureau a continué avec George Drysdale qui a été stagiaire dans son bureau d'architecture. Il a reçu la Royal Gold Medallist en 1919.
Sir Albert Edward Richardson, qui devint plus tard président de la Royal Society, a été formé dans ses bureaux. Joseph Fearis Munnings (1879-1937) a été stagiaire dans son bureau d'architecture en 1909.

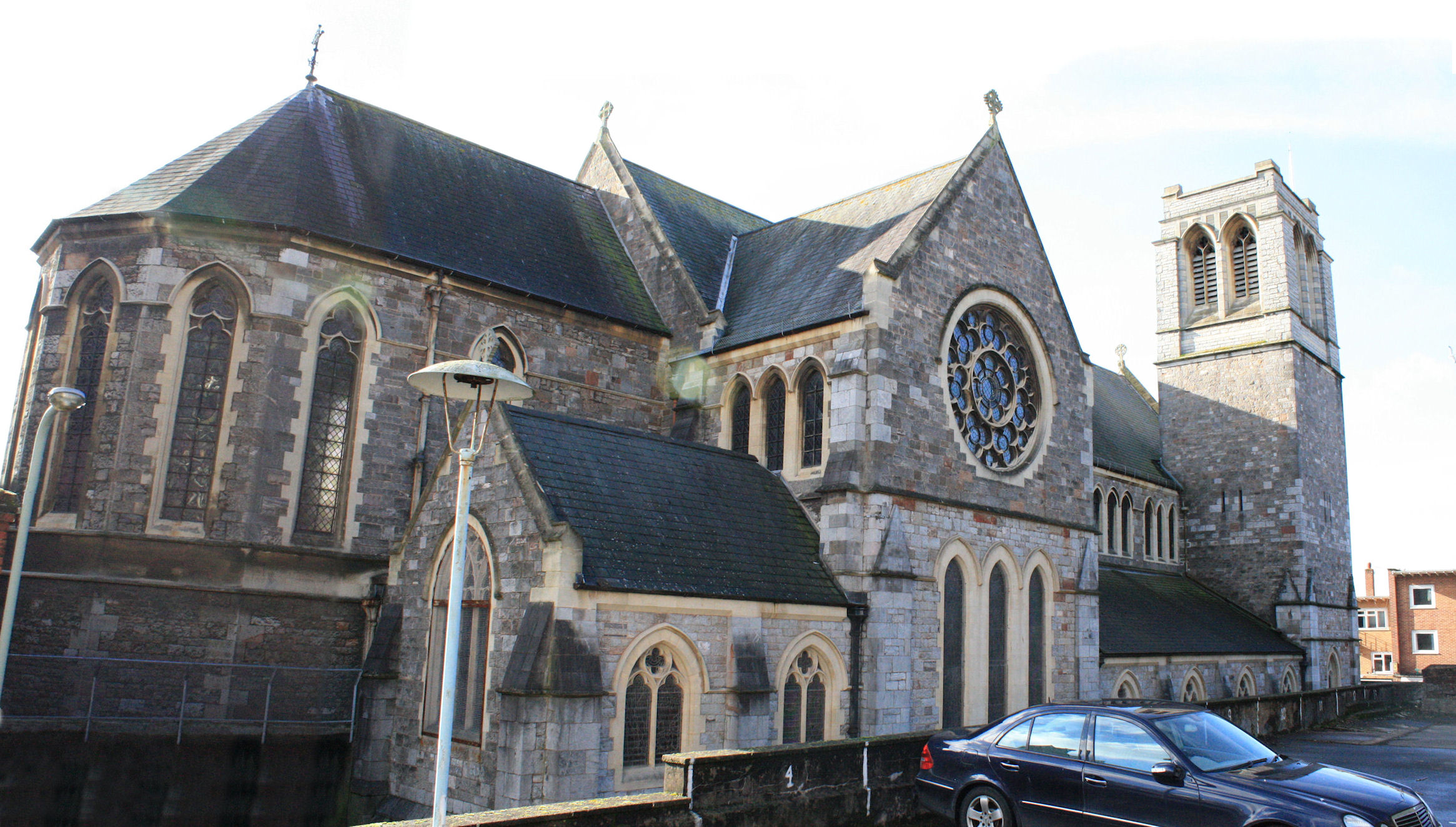
Église du Sacré-Cœœur, Exeter
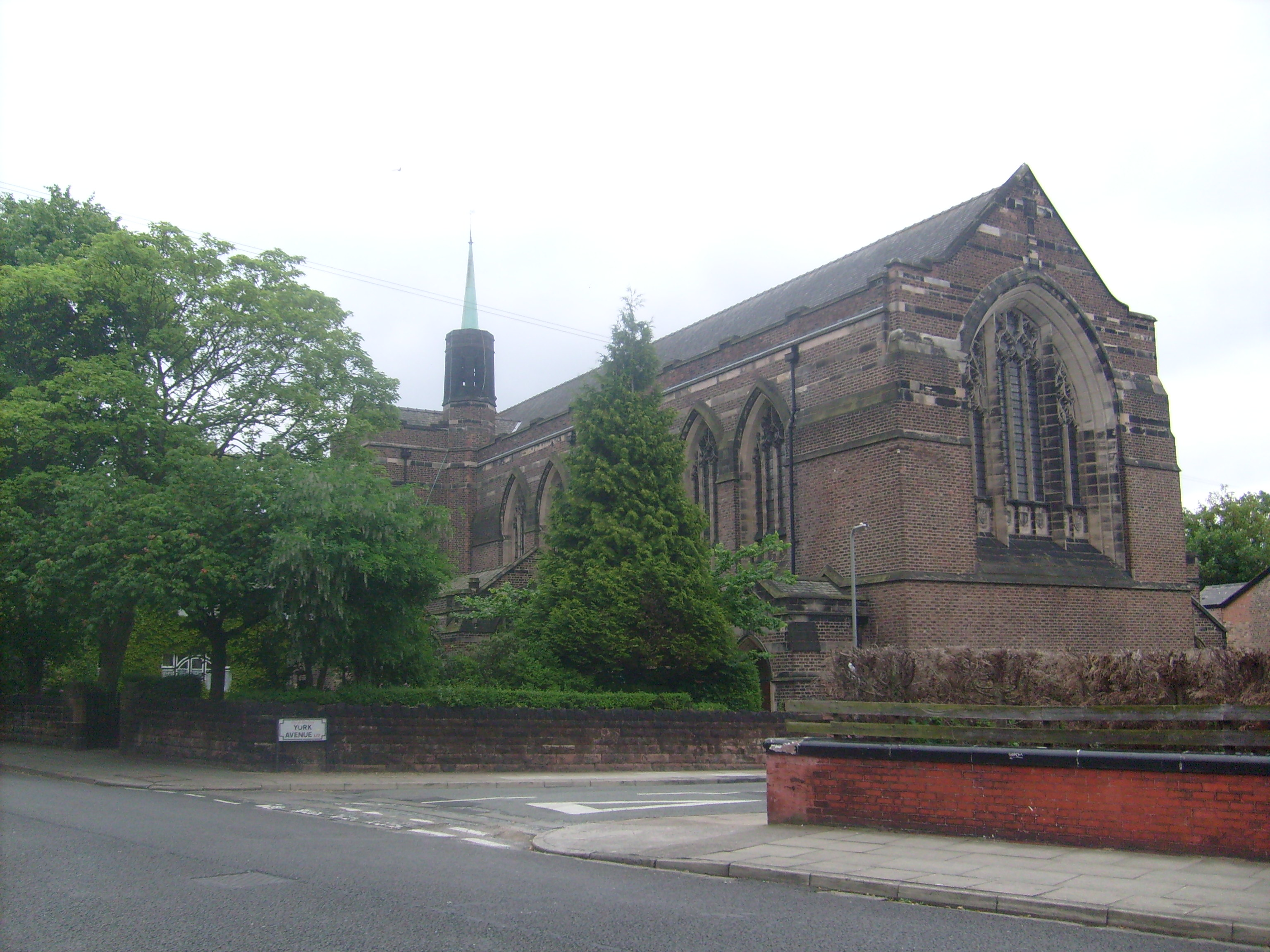
Église Saint-Clare, Liverpool

## Famille
- Charles Scott Stokes (1837), solliciteur
  - Scott Nasmyth Stokes (1821-1891), ancien élève de Trinity College[3], membre fondateur de la Cambridge Camden Society, il s'est converti au catholicisme en 1845[4], avocat et inspecteur en chef des écoles, marié à Emma Louisa Walsh (1820-1896) :
    - Philip Folliott Scott Stokes (1853–1922), avocat (barrister), élu membre (bencher) de Lincoln's Inn, marié à Mary Fenwick (1861- ? ), fille de Richard Christopher Rapier[5] :
      - Richard Rapier Stokes (1897-1957), soldat, député travailliste et ministre.
      - Anthony Scott Stokes (1898-1970), peintre[6].

    - Adrian Scott Stokes (1854-1935), peintre paysagiste, marié à Marianne Preindlsberger.
    - Leonard Sokes s'est marié en 1898 avec Edith Gaine, fille du directeur général de la National Telephone Company.
    - Sir Frederick Wilfred Stokes (1860-1927)[7], a été un ingénieur et inventeur du canon Stokes.

  - John Scott Stokes

## Source
- (en) Cet article est partiellement ou en totalité issu de l’article de Wikipédia en anglais intitulé « Leonard Stokes » (voir la liste des auteurs).